# ولایت دایکندی
دایْکُندی یکی از ۳۴ ولایت افغانستان است که به مرکزیت نیلی در مرکز افغانستان موقعیت دارد. دایکندی با ولایات بامیان، غور، غزنی، ارزگان و هلمند متصل است. پهناوری دایکندی، ۱۸۰۸۸ می‌باشد و ۲۴۰۰ متر از سطح دریا ارتفاع دارد. این ولایت بخشی بزرگی از هزارستان است که ساکنان آن هزاره و عمدتاً از قبیلهٔ دایکندی است.

## نام
کلمه دایکندی مرکب از دو واژهٔ دای + کندی است. واژهٔ دای به معنی عدد ده و برخی اسامی محلات که امروزه هزاره‌نشین است تا هنوز باقی‌مانده، همچون نام‌های دای‌کندی یا سرزمین کندی‌بای؛ کندی نیز معنای آبادی و روستا را می‌دهد.

## جغرافیا

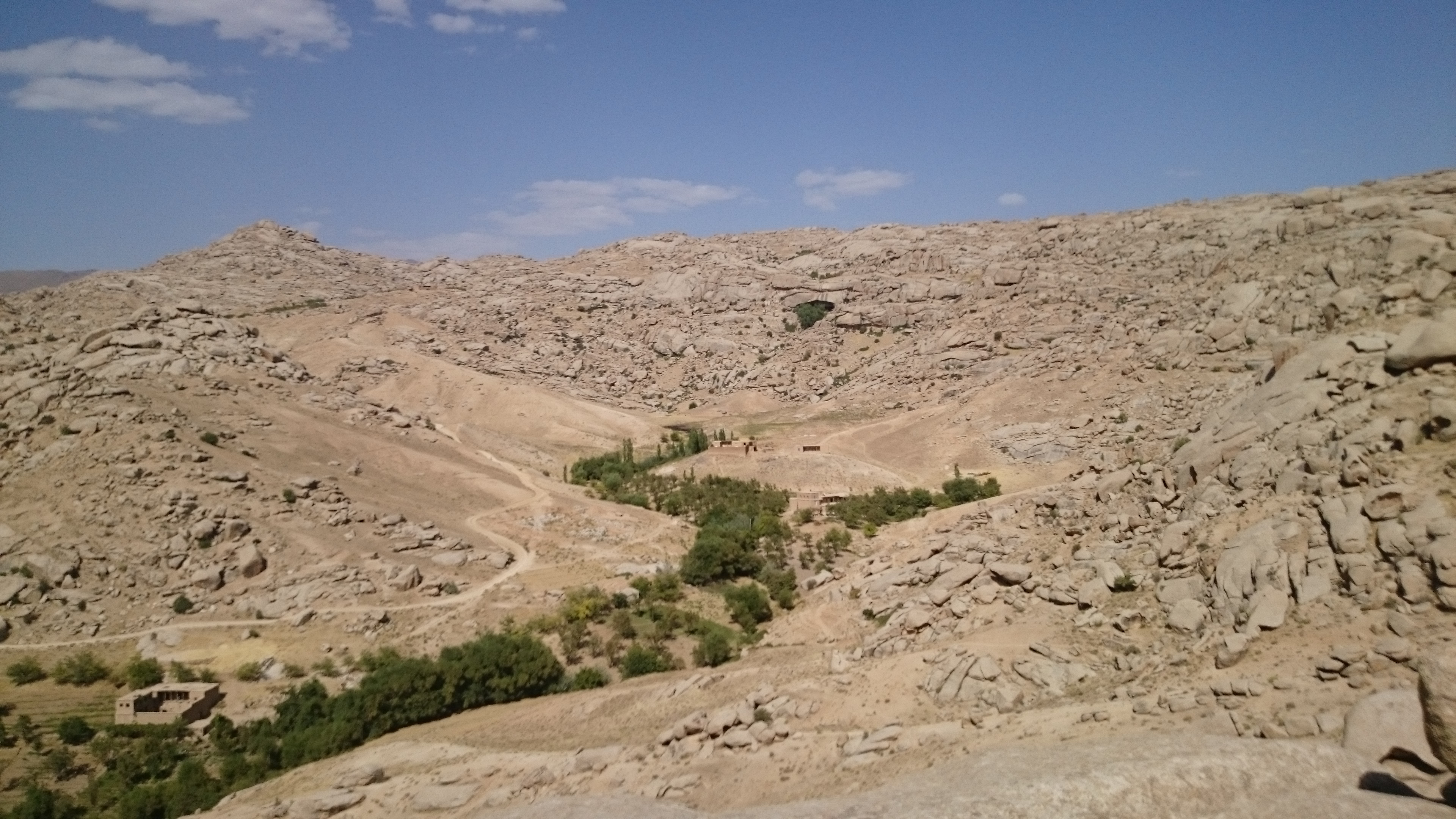
منطقه سوختوگ نیلی ولایت دایکندی

دایکندی در مدار عرض البلد ۳۳۵۵۰۰ و طول البلد ۲۵۵۵۰۰ واقع است. دارای ۲۸۴۶ قریه و ۷۲۳٬۹۸۰ نفر نفوس می‌باشد. ولایت دایکندی از سمت شمال و غرب به ولایت غور، از شمال شرقی به ولایت بامیان، از سمت جنوب با ولایت ولایت اروزگان، از شرق با ولایت غزنی و از جنوب غربی به ولایت هلمند محدود است. شهر نیلی مرکز ولایت دایکندی است. ارتفاع این ولایت از سطح دریا ۲٬۲۰۰ متر و پهناوری آن ۱۸٬۰۸۸ کیلومتر مربع است که تقریباً یک سی و ششم یا ۲٫۷٪ پهناوری کل افغانستان را شامل می‌شود. ولسوالی گیزاب بزرگ‌ترین و ولسوالی نیلی کوچک‌ترین ولسوالی‌های دایکندی هستند.
کوه‌های ولایت دایکندی را بند خاکباد، توس، کافرجر و نیلی تشکیل می‌دهند که ارتفاع اعظمی آن به ۴٬۸۰۳ متر از سطح دریا می‌رسد. دریای‌های اصلی دایکندی هیرمند است که از وسط دایکندی می‌گذرد و رود نیلی که معاون آن است و از شهر نیلی می‌گذرد. بالای دریای نیلی سد سوختوک اعمار شده است که در سال ۲۰۲۱ افتتاح شد و ظرفیت تولید ۷۰۰ کیلووات برق را دارد.

### آب‌وهوا
این ولایت دارای آب و هوای متنوع، گرم و سرد، ارتفاعات و پستی‌های اندک و جلگه‌های سرسبز و به‌طور مجموع کوهستانی است. بیشترین مقدار بارندگی در زمستان با برفباری‌های بسیار سنگین صورت می‌گیرد. متوسط دما ۱۶ درجه سانتی‌گراد است. گرم‌ترین ماه، ماه اسد است که دمای هوا به ۳۲ درجه سانتیگراد می‌رسد و سردترین ماه، ماه دلو با دمای ۴ درجه سانتی‌گراد می‌باشد. میزان بارندگی به‌طور میانگین ۳۹۹ میلی‌متر در سال است. مرطوب‌ترین ماه، ماه حوت با ۱۰۳ میلی‌متر باران است و خشک‌ترین ماه، ماه اسد با ۱ میلی‌متر باران می‌باشد.
| داده‌های اقلیم دایکندی   | داده‌های اقلیم دایکندی | داده‌های اقلیم دایکندی | داده‌های اقلیم دایکندی | داده‌های اقلیم دایکندی | داده‌های اقلیم دایکندی | داده‌های اقلیم دایکندی | داده‌های اقلیم دایکندی | داده‌های اقلیم دایکندی | داده‌های اقلیم دایکندی | داده‌های اقلیم دایکندی | داده‌های اقلیم دایکندی | داده‌های اقلیم دایکندی | داده‌های اقلیم دایکندی |
| ماه                     | ژانویه                | فوریه                 | مارس                  | آوریل                 | مه                    | ژوئن                  | ژوئیه                 | اوت                   | سپتامبر               | اکتبر                 | نوامبر                | دسامبر                | سال                   |
| ----------------------- | --------------------- | --------------------- | --------------------- | --------------------- | --------------------- | --------------------- | --------------------- | --------------------- | --------------------- | --------------------- | --------------------- | --------------------- | --------------------- |
| میانگین بیش‌ترین °C (°F) | ۱ (۳۴)                | ۵ (۴۱)                | ۱۹ (۶۶)               | ۲۸ (۸۲)               | ۳۶ (۹۷)               | ۴۲ (۱۰۸)              | ۴۴ (۱۱۱)              | ۴۲ (۱۰۸)              | ۳۸ (۱۰۰)              | ۳۰ (۸۶)               | ۱۸ (۶۴)               | ۷ (۴۵)                | ۲۵٫۸ (۷۸٫۵)           |
| میانگین روزانه °C (°F)  | −۳ (۲۷)               | ۲ (۳۶)                | ۱۰ (۵۰)               | ۲۰ (۶۸)               | ۲۸ (۸۲)               | ۳۴ (۹۳)               | ۳۶ (۹۷)               | ۳۴ (۹۳)               | ۲۶ (۷۹)               | ۱۸ (۶۴)               | ۱۰ (۵۰)               | ۵ (۴۱)                | ۱۸٫۳ (۶۵)             |
| میانگین کم‌ترین °C (°F)  | −۸ (۱۸)               | −۷ (۱۹)               | −۲ (۲۸)               | ۶ (۴۳)                | ۱۱ (۵۲)               | ۱۷ (۶۳)               | ۲۰ (۶۸)               | ۱۸ (۶۴)               | ۱۶ (۶۱)               | ۷ (۴۵)                | ۱ (۳۴)                | −۵ (۲۳)               | ۶٫۲ (۴۳٫۲)            |
| بارندگی میلی‌متر (اینچ)  | ۲۵ (۰٫۹۸)             | ۱۰۳ (۴٫۰۶)            | ۵۹ (۲٫۳۲)             | ۶۰ (۲٫۳۶)             | ۲۶ (۱٫۰۲)             | ۸ (۰٫۳۱)              | ۱ (۰٫۰۴)              | ۸ (۰٫۳۱)              | ۸ (۰٫۳۱)              | ۴۶ (۱٫۸۱)             | ۳۵ (۱٫۳۸)             | ۲۰ (۰٫۷۹)             | ۳۹۹ (۱۵٫۶۹)           |
| منبع: Climate-Data.org  |                       |                       |                       |                       |                       |                       |                       |                       |                       |                       |                       |                       |                       |

## فرهنگ
این ولایت دارای ۳رادیوی محلی با موج FM به نام‌های رادیو نسیم ۸۹٫۸ اف ام و رادیو دایکندی ۸۸٫۹ اف ام و رادیو آفتاب است که مرکز ولایت و چندین منطقه دیگر از ولسوالی‌های دیگر این ولایت را تحت پوشش قرار می‌دهند.
اولین جریده یا نشریهٔ چاپی به نام «هفته‌نامه صبح دایکندی» به مدیر مسئولی علی پیام در نیلی مرکز ولایت دایکندی در سال ۱۳۸۵ راه‌اندازی گردید که بعد از سیزده شماره متوقف شد. همچنین در این ولایت نهاد «انجمن ژورنالیستان دایکندی» و همچنان نهاد اجتماعی و فرهنگی <کهکشان دایکندی> با نقش جوانان درسال ۱۳۹۹ شروع به فعالیت نموده است. درجلسه که بین جوانان این ولایت صورت گرفت شمس‌الله شمس به عنوان رئیس، مریم معصومی معاوین انتخاب شدن و هدف شان برای فعالیت‌های فرهنگی و زیر چتر نگه‌داشتن جوانان این ولایت دور افتاده هست.

### محرم
محرم بزرگ‌ترین مراسم خیرات و نذورات در جامعه هزاره می‌باشد و هزاره‌ها به مراسم این ماه احترام خاصی نشان می‌دهند. محرم نام اولین ماه گاهشمار هجری قمری می‌باشد که در آن امام حسین، امام سوم شیعیان با ۷۲ تن از یاران خود کشته می‌شود. یکی از محققان اروپایی که در سالی ۱۹۵۹، از دایکندی دیدار کرده است دربارهٔ ماه محرم می‌نویسد:
در ۹ ژوئن ۱۹۵۹، جشن باشکوه شیعیان در اطراف اقامتگاه تابستانی حیدربیگ، دایر شد. تقریباً بیش از ۵۰۰ مرد در این مراسم حضور داشتند و در ردیف‌های منظم، در داخل حیات نشسته‌بودند. اول یک سید سخنرانی کرد و همه کسان دیگر که در آنجا جمع‌بودند، می‌گریستند و در یک وجد مذهبی فرورفته بودند. پس از آن آخوند ایستاد و سخنرانی کرد. بعد از سخنرانی صرف طعام صورت گرفت که همه توسط حیدربیگ داده می‌شد، او سه گاو را ذبح کرده‌بود که برای جامعه فقیر هزاره پول زیادی محسوب می‌شد. علاوه بر این سه گاو، غذاهای گوناگون دیگر نیز به بیش از ۵۰۰ نفر داده شد، آخوند و سید هم هرکدام ۵۰۰ افغانی دریافت کردند.

## ترابری
از لحاظ راه‌های مواصلاتی و جاده بیشتر روستاها و ولسوالی‌ها فاقد راه‌های ارتباطی سالم و مناسب است. در طول سال به مدت ۵ ماه جاده‌های نیلی به کابل و به ولسوالی‌ها باز است ولی به‌دلیل ناهمواری، بارش شدید برف، نبود پل و پلچک بسته می‌شود.

## بهداشت
در ولایت دایکندی در حدود ۴۲ مرکز صحی (بهداشتی و درمانی) فعال وجود دارد که مصروف (مشغول) عرضه خدمات صحی برای شهروندان آن ولایت می‌باشد.

## مردم

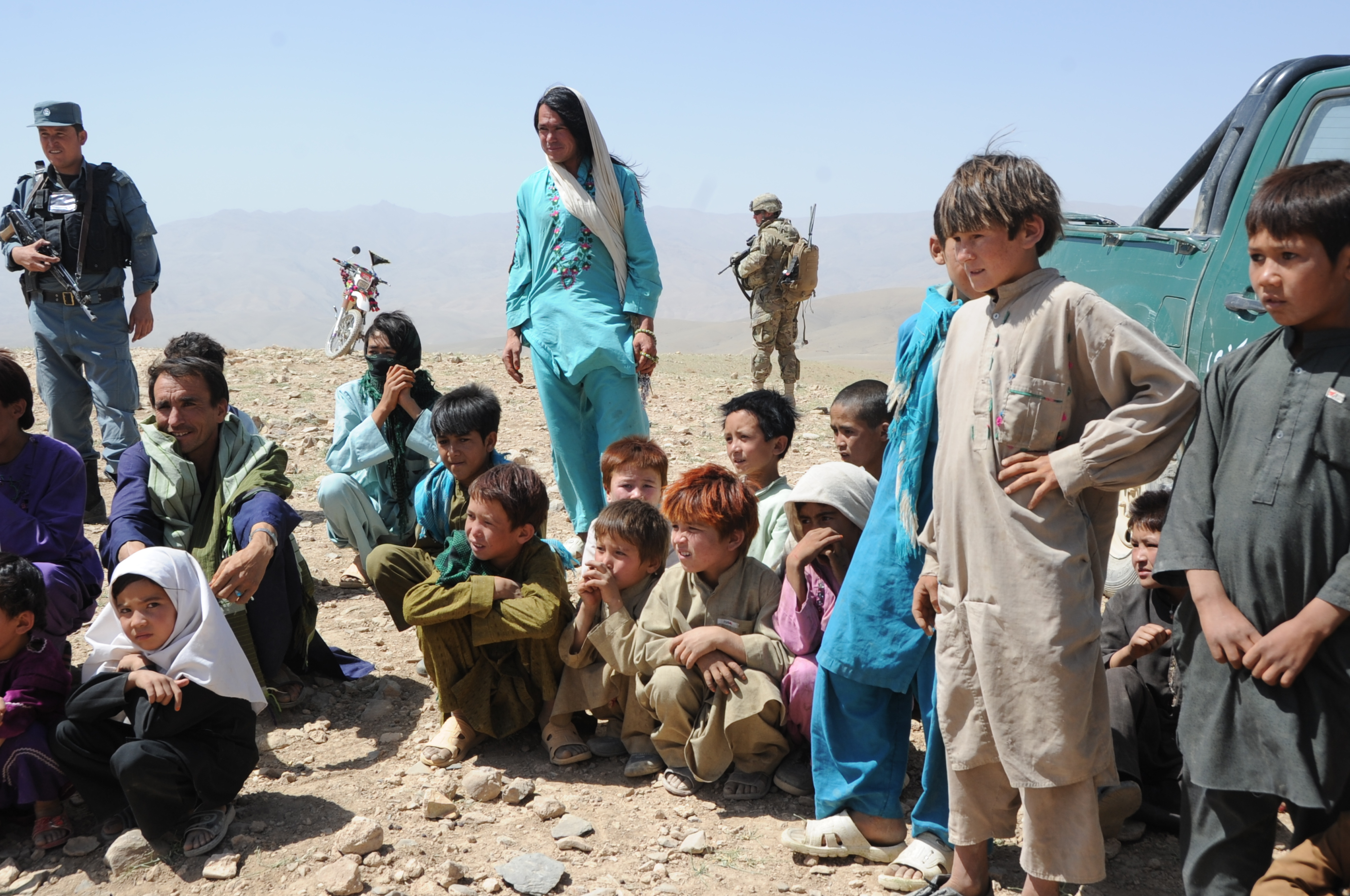
هزاره‌ها در دایکندی

از جمعیت ۷۲۳٬۹۸۰ نفری این ولایت در سال ۱۳۹۹ اکثریت کُل آن را مردم هزاره شامل می‌شوند که به زبان فارسی با گویش‌های فارسی دری و هزارگی سخن می‌گویند. بر اساس برآورد سال ۲۰۰۸میلادی (۱۳۸۷شمسی) نرخ باسوادی ۲۸٪ (مردان ۳۸٪ و زنان ۱۸٪) است و تنها ۲۵٪ به آب لوله‌کشی دسترسی دارند.

### والی‌ها
اولین والی دایکندی سرور دانش بود. سپس جان‌محمد اکبری، سلطان‌علی ارزگانی، قربان‌علی ارزگانی، عبدالحق شفق، معصومه مرادی، محمود بلیغ، سید انور رحمتی و محمد ضیا همدرد و خانم رشیده شهیدی در این ولایت کار کردند.

## اقتصاد

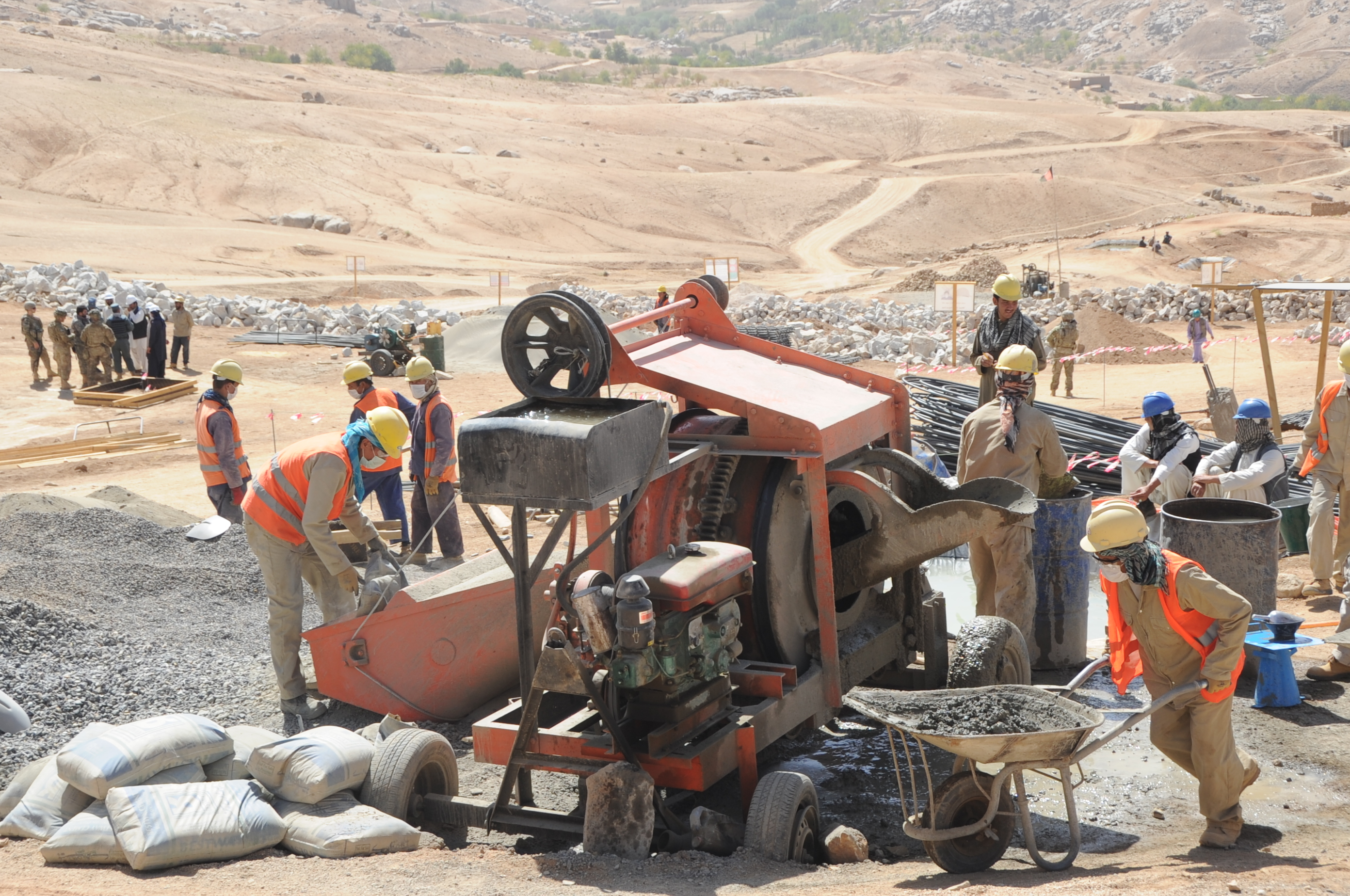
کارگران مشغول کار ساختمانی در دایکندی

ریاست زراعت، آبیاری و مال‌داری ولایت دایکندی، از فعالیت‌هایش در عرصه‌های مختلف زراعتی، باغ‌داری و مال‌داری در یک کنفرانس گزارش‌دهی که از سوی دفتر والی آن ولایت برگزار شده بود، گزارش داد.
براساس گزارش این ریاست، در سال ۱۳۹۹ خورشیدی، ۵۰ ذخیره‌گاه پیاز در شش ولسوالی دایکندی با هزینه ۲۲ میلیون ۱۵۵هزار و ۲۱۰ افغانی، ۱۹۹ ذخیره‌گاه کچالو در هشت ولسوالی با هزینه ۱۱۰ میلیون و ۲۳۸هزار ۴۳۸ افغانی، ۲۱ سردخانه صفر انرژی سیب با هزینه ۴۹ میلیون و ۵۷۰هزار و ۴۳۷ افغانی ساخته و همین‌طور ۳۲۶ تُن تخم گندم به ارزش یک میلیون و ۵۶ هزار افغانی به ۶هزار و ۵۲۰ دهقان در ده ولسوالی توزیع شده است.

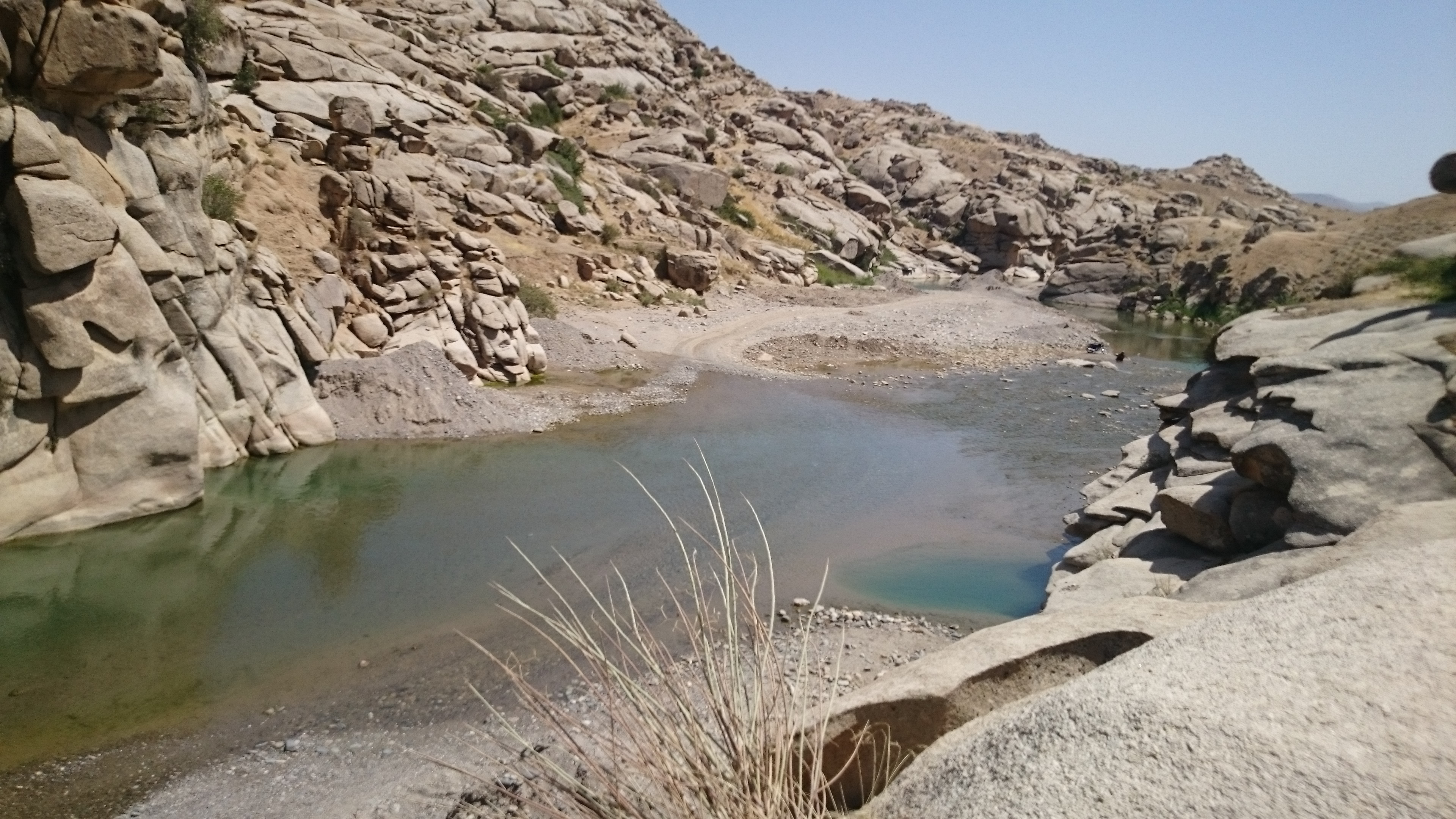
دریای مرکز ولایت دایکندی - نیلی

هم‌چنین ساخت ۱۴ مزرعهٔ نمایشی گندم، توزیع ۱۹هزار و ۵۰۰ کیلوگرام پیاز زعفران برای احداث ۳۹ مزرعه نمایشی زعفران با هزینه سه میلیون و ۸۳۹هزار و ۳۳۰ افغانی، آموزش ۱۳۴ زعفران‌کار، توزیع ۱۰۱ گل‌خانه به ابعاد چهار در ۱۲ مترمربع به هزینه شش میلیون افغانی به زنان سبزی‌کار، دواپاشی بیش از ۱۹۰هزار نهال، آموزش ۲هزار و ۵۵۰ دهقان دربارهٔ چگونگی کنترل و مبارزه با آفات نباتی، توزیع ۳۳۰ لیتر دوای زراعتی، مصرف ۷۰۰ کیلوگرام کود سفید به منظور اسپری درختان و احداث چهار قطعه نمایشی مکتب مزرعه در سه ولسوالی نیز شامل فعالیت‌های سال جاری خورشیدی ریاست زراعت دایکندی می‌شود.
در عین حال، این ریاست توانسته که در سال جاری خورشیدی ۷۵۳ جریب باغ سیب، بادام، انار، شفتالو، آلو، زردآلو و غیره با هزینه سه میلیون و ۸۰ هزار افغانی بسازد و ۸۰۰ هزار نهال را شاخه‌بُری کند و شش‌هزار نهال دیگر نیز برای ادارات دولتی توزیع کند.

### معادن
نظر به سروی‌های انجام شده توسط سروی زمین‌شناسی افغانستان و ریاست‌های معادن، این ولایت دارای معادن و ظواهر معدنی متعدد بوده و الی اکنون ۳۳ منطقه آن تثبیت گردیده است که شامل معادن سرب، جست، تنگستن، قلعی، سیماب، لیتیم، تنتالیم، نیوبیم، تورمالین، ابرک، مس، گالن، مرمر، گرانیت، گچ و سنگ چونه می‌باشد.

### انرژی
سد سوختوک یکی از سدها وزنی افغانستان روی رود نیلی، از شاخه‌های دریای هلمند در ولسوالی نیلی، این ولایت ساخته شده است. این سد قابلیت تولید ۷۰۰ کیلووات برق را دارد و برای تأمین انرژی شهر نیلی استفاده می‌شود. کار ساختمانی آن در سال ۱۳۹۵ شروع شده و در سال ۱۳۹۸ ختم گردید. قبل از تأسیس سد سوختوک آب دریای نیلی در سد کجکی و در نهایت به دریاچه هامون می‌ریخت.
نخستین پروژه سولر سیستم بالای دریای هلمند در ولسوالی میرامور ولایت دایکندی، در ۱۰ سرطان سال ۱۴۰۰ به بهره‌برداری رسید. این پروژه آب را از دریای هلمند به ارتفاع ۲۰۰ متری، برای کشتزارها بالا می‌برد و ۴۸ هکتار زمین را تحت پوشش آبیاری قرار می‌دهد.

## آموزش
ولایت دایکندی دارای یک دانشگاه خصوصی، چهار لیسهٔ شبانه، پنج انستیتیوت زراعتی و حسابداری و ۳۳۹ مکتب است ۱۹۰ باب آن لیسه می‌باشد. ۱۷۱ هزار دانش آموزان و چهار هزار دانشجو در انستیتیوت‌ها، دانشگاه‌ها و مکتب‌ها مشغول تحصیل اند که ۴۴ درصد آنان را دختران تشکیل می‌دهند. بیش از ۴۰۰ معلم و کارمند معارف نیز در این ولایت مصروف تدریس و خدمت در بخش آموزش هستند.

## مشاهیر

### هنرمندان
- سرور سرخوش
- داوود سرخوش
- صحرا کریمی
- زهرا محمودی
- حسین صادقی
- صفدر خیرعلی سنګ تخت
- علی دریاب بندری
- علی زرغام

### دانشمندان
- شکردخت جعفری
- نازدانه احمدی، برنده جشنواره ملی آرمان برتر ایران (۱۴۰۰)

### سیاستمداران
- میر محمدعظیم بیگ
- ابراهیم گاوسوار
- محمدحسین صادقی نیلی
- نصرالله صادقی‌زاده نیلی
- سرور صادقی شهرستانی
- محمد نور اکبری
- اسدالله سعادتی
- سیدمحمدرضا سجادی
- محمد سرور دانش
- دکتر محمد علی ستیغ
- محمد حسین نصرت
- فاطمه هاشمی
- ریحانه آزاد
- محمد هدایت
- محمود بلیغ
- فاطمه اکبری
- شیرین محسنی
- محمد داوود ناصری سادات
- محمدرضا خوشک وطن دوست

## تقسیمات اداری
ولایت دایکندی به تاریخ بیست‌وهفت حوت/ اسفند ۱۳۸۱ خورشیدی طی حکم شماره ۶۹۵۷ حامد کرزی رئیس دولت انتقالی افغانستان از بدنهٔ ولایت ارزگان جدا و به عنوان ولایت جدید ایجاد شد. طی حکمی دیگر تجزیه ولسوالی بزرگ گیزاب به‌دو ولسوالی گیزاب و پاتو توسط رئیس‌جمهور وقت اشرف غنی منظور گردید که اجرایی نشد.
دایکندی فعلاً ۱۰ ولسوالی دارد. مرکز این ولایت شهر نیلی است. دایکندی پیش از تبدیل به ولایت، چند ولسوالی از ولسوالی‌های ولایت اُرزگان بود. پس از تشکیل ولایت دایکندی، ولسوالی‌های دایکندی، شهرستان و کجران از ولایت ارزگان جدا شدند. ولسوالی دایکندی به چهار ولسوالی سَنگ‌تَخت و بندر، اَشتَرلی، خِدیر و نیلی تقسیم شد. ولسوالی شهرستان به دو ولسوالی شهرستان و میرامور، و ولسوالی کجران به کجران و گیتی تقسیم گشت. همچنین قرار شد که ولسوالی گیزاب که اداره آن با مشکلات بسیاری مواجه شده است، به دو ولسوالی تقسیم گردد و ولسوالی پاتو به ولایت دایکندی داده شد. ولسوالی ناوه میش نیز از ولایت هلمند جدا شده و در تشکیلات ولایت دایکندی اضافه شد.
| ش. | ولسوالی              | مرکز        | جمعیت  | پهناوری | ولسوال         | تعداد قریه | موقعیت           |
| -- | -------------------- | ----------- | ------ | ------- | -------------- | ---------- | ---------------- |
| ۱  | نیلی درجه اول        | نیلی        | ۲۰٬۲۴۶ | ۷۸۰     |                | ۱۱۶        | مرکز دایکندی     |
| ۲  | شهرستان درجه اول     | القان       | ۹۰٬۱۵۲ | ۶٬۹۰۳   | سید اکبر پاده  | ۳۹۴        | مرکز-شرق دایکندی |
| ۳  | میرامور درجه اول     | میرامور     | ۹۷٬۲۲۶ | ۶٬۵۰۱   | قادر حیدری     | ۳۰۴        | شرق دایکندی      |
| ۴  | گیزاب درجه دوم       | گیزاب       |        | ۳٬۴۷۶   |                | ۸۹         | جنوب‌شرق دایکندی  |
| ۵  | کجران درجه دوم       | کجران       | ۴۱٬۷۱۰ | ۳٬۶۳۴   | علی رفعت       | ۴۵         | جنوب‌غرب دایکندی  |
| ۶  | اشترلی درجه دوم      | اشترلی      | ۷۰٬۲۴۴ | ۴٬۹۳۹   | شیرجان محمدی   | ۴۹۳        | شمال‌شرق دایکندی  |
| ۷  | سنگ‌تخت بندر درجه دوم | دهن سیلبیتو | ۶۶٬۰۷۴ | ۵٬۲۵۶   | ضامن پویا      | ۲۷۷        | شمال‌غرب دایکندی  |
| ۸  | کیتی درجه دوم        | کیتی        | ۶۴٬۳۲۱ | ۷۰۳     | محمد هاشمی     | ۱۶۶        | غرب دایکندی      |
| ۹  | خدیر درجه دوم        | خدیر        | ۵۹٬۳۶۸ | ۴٬۸۴۲   | ابراهیم انصاری | ۲۰۱        | غرب دایکندی      |
| ۱۰ | پاتو درجه سوم        | قخور        | ۴۴٬۴۵۴ |         | طاهر اعتمادی   |            | جنوب دایکندی     |